# Perdono (film)
Pour plus de détails, voir Fiche technique et Distribution.
Perdono (prononcé : [perˈdoːno]) est un film musicarello italien sorti en 1966 réalisé par Ettore Maria Fizzarotti. Il porte le nom de la chanson à succès Perdono de Caterina Caselli. C'est la suite de Nessuno mi può giudicare,,.

## Synopsis
Federico, sa compagne Laura et sa cousine Caterina, sont trois jeunes unis par une grande amitié qui semble indissoluble. Les trois travaillent dans un grand magasin mais, lorsque Caterina décide de tenter une carrière musicale, tout change. Caterina devient une chanteuse à succès et Federico tombe amoureux d'elle, mais Caterina fait semblant de ne pas partager cet amour afin de ne pas blesser sa cousine.
Le film se termine avec Caterina chantant la chanson Perdono lors d'un spectacle.

## Notice technique
- Titre : Perdono
- Réalisation : Ettore Maria Fizzarotti
- Scénario : Sergio Bonotti, Giovanni Grimaldi
- Producteur : Sergio Bonotti, Gilberto Carbone
- Producteur executif : Alfredo Melidoni
- Maison de production : Mondial TE-FI
- Distribution : Titanus
- Photographie : Mario Capriotti
- Montage : Tommasina Tedeschi
- Musique : Gianfranco Monaldi
- Décor : Fabrizio Frisardi
- Donnée technique : B/N
- Genre : musical
- Durée : 90 min
- Pays de production : Italie
- Année : 1966

## Distribution
- Laura Efrikian : Laura
- Fabrizio Moroni : Federico
- Caterina Caselli : Caterina
- Clelia Matania : Adelina
- Nino Taranto : Antonio
- Gino Bramieri  Le directeur
- Paolo Panelli : Paolo
- Carlo Croccolo : Gennarino
- Vittorio Congia : Vittorio
- Marisa Del Frate : Paola
- Gabriele Antonini : Mario
- Dolores Palumbo : La mère de Laura
- Enrico Viarisio : Enrico
- Carlo Delle Piane : Carlo
- Carlo Taranto : Peppiniello
- Mirella Pompili : Mirella
- Milena Vukotic : Le professeur d'anglais